# Ajano-Majskij rajon
L'Ajano-Majskij rajon (in russo Аяно-Майский район?) è un municipal'nyj rajon del Kraj di Chabarovsk, nell'Estremo oriente russo.